# Pollyanna (película)
Pollyanna es una película de 1960 de Buena Vista Distribution con Hayley Mills, Jane Wyman, Karl Malden y Richard Egan. Basada en la novela Pollyanna de 1913 por Eleanor Porter, la película fue escrita y dirigida por David Swift. 

## Sinopsis
Una chica joven llega a un pueblo lleno de amargura y se enfrenta a su actitud con su determinación de ver lo mejor en vida.

## Reparto
- Jane Wyman como Polly Harrington, tía de Pollyanna
- Richard Egan como Dr. Edmond Chilton
- Karl Malden como Reverendo Ford
- Nancy Olson como Nancy Furman
- Adolphe Menjou como Mr. Pendergast
- Donald Crisp como Mayor Karl Warren
- Agnes Moorehead como Mrs. Snow
- Kevin Corcoran como Jimmy Bean
- Hayley Mills como Pollyanna Whittier
- James Drury como George Dodds
- Reta Shaw como Tillie Lagerlof
- Leora Dana como Mrs. Ford
- Anne Seymour como Amelia Tarbell
- Edward Platt como Ben Tarbell
- Mary Grace Canfield como Angelica
- Jenny Egan como Mildred Snow